# Stodůlky
Stodůlky – część Pragi. W 2010 zamieszkiwało ją 65 756 mieszkańców.
Na jej terenie znajduje się cmentarz Stodůlecki.